# Вейер, Иоганн
Иоганн Вейер или Вир (нем. Johannes Weyer, также Weier и Wier; 24 февраля 1515 — 24 февраля 1588) — голландский и немецкий врач и оккультист, ученик Агриппы Неттесгеймского.

## Биография
Родился и провёл большую часть жизни на границе Германии и Нидерландов; во 2-й половине 1530-х годов учился и работал во Франции. В 1550—1575 годах был придворным врачом герцога Клевского.

## Труды
Вейер в основном известен своим выступлением против охоты на ведьм в книге «De praestigiis daemonum» (первый том в 1563 году), где утверждается, что обвиняемые в религиозных процессах женщины являются только жертвами дьявола, который сам и внушает людям выдумки о ведьмах, и сами по себе не заслуживают сурового наказания. В то же время Вейеру принадлежит подробная классификация демонов и инструкции для желающих вызывать их, разъясняющие, как добиться того, чтобы демон служил вызвавшему его человеку, а не наоборот (книга «Pseudomonarchia Daemonum», 1588). Среди медицинских трудов Вейера книга «Сборник редких медицинских наблюдений» (лат. Medicarum observationum rararum liber, 1577). На пересечении медицины и философии находится трактат Вейера «О страхе смерти» (лат. De ira morbo, eiusdem curatione Philosophica, Media & Theologica, 1577).

## Наследие и признание
Трактат «О кознях нечистой силы» был популярен у «черных» романтиков: Чарлза Метьюрина, Эдгара По и других, во многом на него опирался Валерий Брюсов при работе над историческим романом «Огненный ангел».